# 安德烈亞斯·卡爾克
安德烈亞斯·路德維希·卡爾克（德語：Andreas Ludwig Kalcker，1961年—）是名居住在瑞士的德国人，他致力于推广和销售Miracle Mineral Solution (MMS, 一種工業用漂白劑)，該液會導致飲用者產生腹痛、恶心、呕吐、腹泻、中毒或肾衰竭等中毒症狀。  卡爾克 宣稱该产品可以治療癌症、艾滋病、自闭症、肝炎、糖尿病、关节炎及各種疾病， 卡爾克也因此受到调查、起诉和逮捕。在搬到瑞士之前，卡尔克在西班牙生活了几年。 
2012 年 10 月 24 日，卡爾克在伊比薩島被西班牙國民警衛隊緝毒及組織犯罪小组逮捕，罪名是違反西班牙公共衛生保護法。 
2018 年，阿利坎特官方醫學院（西班牙COMA）呼吁抵制 卡爾克 推廣 MMS的行為，並警告飲用该產品的危險性，同時谴责 MMS“只不過是工業漂白水與檸檬酸的混合物”，在西班牙是一种禁止人類食用的物質，其所宣稱的的治療能力只不過是一種詐欺行為。位于聖胡安海滩的酒店馬上就取消該推廣活動。 卡爾克隨後對 COMA 主席提出警告一事提出告訴，阿利坎特省法院針對這件事以“該主席旨在大眾健康而行使其職權及責任”而判卡爾克敗訴。 
2019 年，西班牙檢察總長對卡爾克展開調查，並根據   衛生部于 2018 年 10 月提出的投訴，認定他違反危害公共衛生法，該投訴內容指出卡爾克在網路上銷售亞氯酸鈉(漂白劑的 一種)。 
2021 年，在內烏肯省一名五歲男童因為攝取二氧化氯而死亡，二氧化氯是 卡爾克 宣稱這是一种可治疗COVID-19 的化合物。一名阿根廷律師  向阿根廷檢察機關提出了卡爾克違反危害公共健康罪的控诉，稱卡爾克“以詐欺及違法的手段販售這些東西，使無數阿根廷人民處於嚴重的危害當中”。 